# Émile Picard
Charles Émile Picard, född 24 juli 1856 i Paris, död där 11 december 1941, var en fransk matematiker. 
Picard blev 1877 maître de conférences och 1886 professor vid universitetet i Paris. Hans främsta arbeten tillhör analysen. Sålunda riktade han funktionsteorin med en av dess märkvärdigaste satser, nämligen den, att en så kallad hel funktion, som ej kan anta två ändliga värden, nödvändigt måste vara en konstant (den Picardska satsen). Vidare upptäckte han vissa funktioner av två variabler, som är analoga med de av Henri Poincaré upptäckta Fuchsiska funktionerna. Undersökningarna över dessa nya funktioner sammanhänger med arbeten över algebraiska former och över transformationsgrupper. 
Till teorin för differentialekvationer lämnade Picard viktiga bidrag. Så grundlade och utvecklade han inom teorin för linjära differentialekvationer en teori analog med den Évariste Galois gett för algebraiska ekvationer. Vidare utvecklade han en metod att medelst successiva approximationer bevisa existensen av integralen till en given differentialekvation och i vissa fall studera egenskaperna hos den. Samma metod hade han tidigare med stor framgång använt vid studiet av partiella differentialekvationer av andra ordningen. 
Bland Picards övriga arbeten märks de, som behandlar teorin för algebraiska ytor och de till dessa hörande integralerna. Jämte Max Noether skapade och till sina grunddrag utvecklade här en teori, som väl i vissa fall erbjuder likheter med den för de algebraiska kurvorna och de därtill hörande Abelska integralerna, men som dock i en mängd väsentliga delar är olik denna och där ännu större svårigheter framträder. Dessa undersökningar är av stor betydelse även för teorin för differentialekvationer. 
Picards arbeten över algebraiska ytor finns sammanställda i Théorie des fonctions algébriques de deux variables (1897). I Traité d'analyse (1891) gav han en mästerlig översikt av upptäckterna och framstegen inom analysen under senare decennier. Senare ägnade han sig med iver åt utvecklandet av teorin för linjära integralekvationer. Picard tilldelades Ponceletpriset 1886. Han blev 1889 ledamot av Institut de France och 1898 av Vetenskapssocieteten i Uppsala. Han var ledamot av Bureau des longitudes, Franska vetenskapsakademiens ständige sekreterare (1917) och ledamot av Franska akademien (1924, efter Charles de Freycinet).